# ベオグラード港

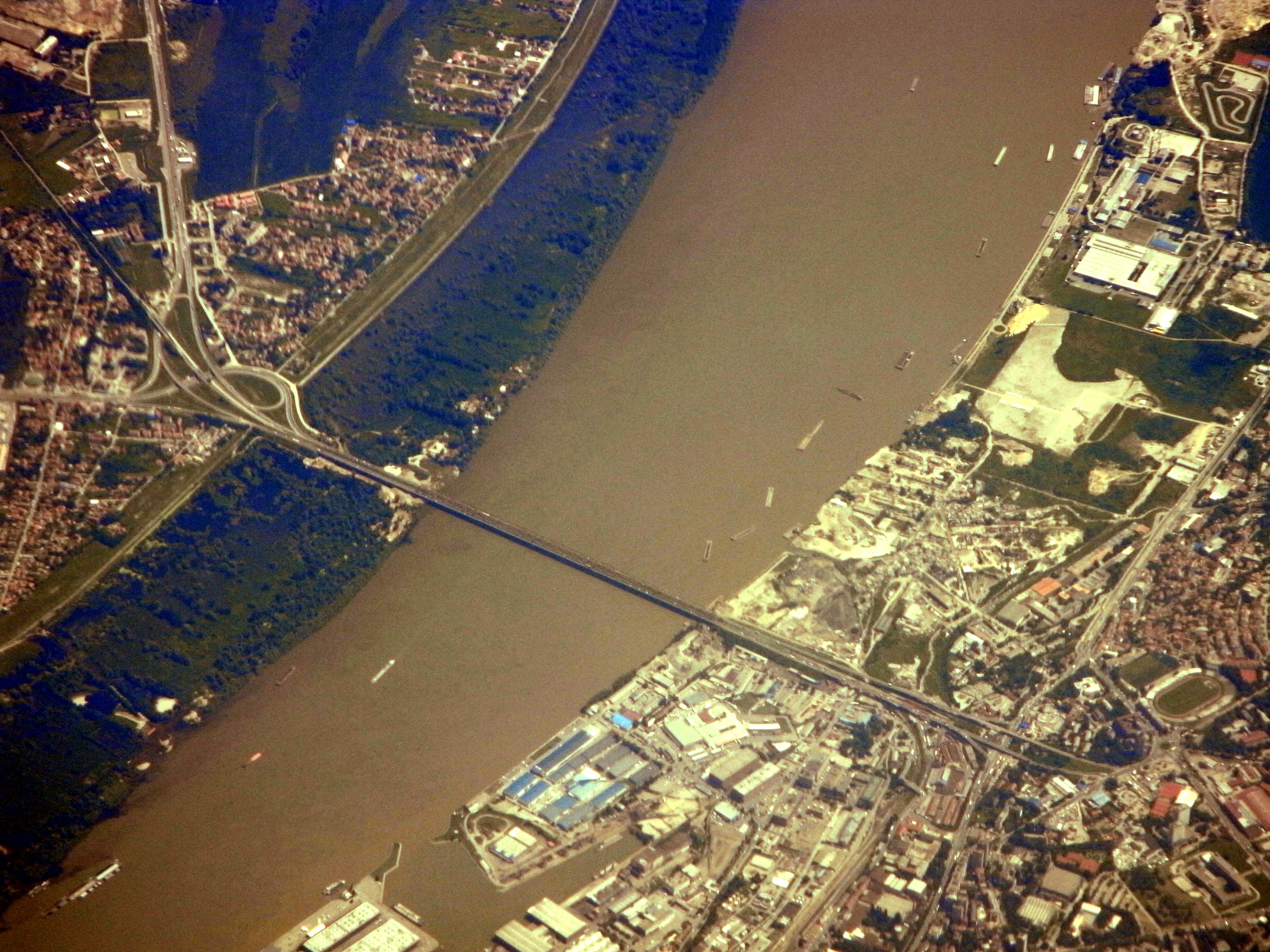
パンチェヴォ橋とベオグラード港の貨物埠頭（空撮）

ベオグラード港（セルビア語: Лука Београд / Luka Beograd　英語: Port of Belgrade）は、セルビア共和国の首都ベオグラードにあるドナウ川の河川港である。

## 概要

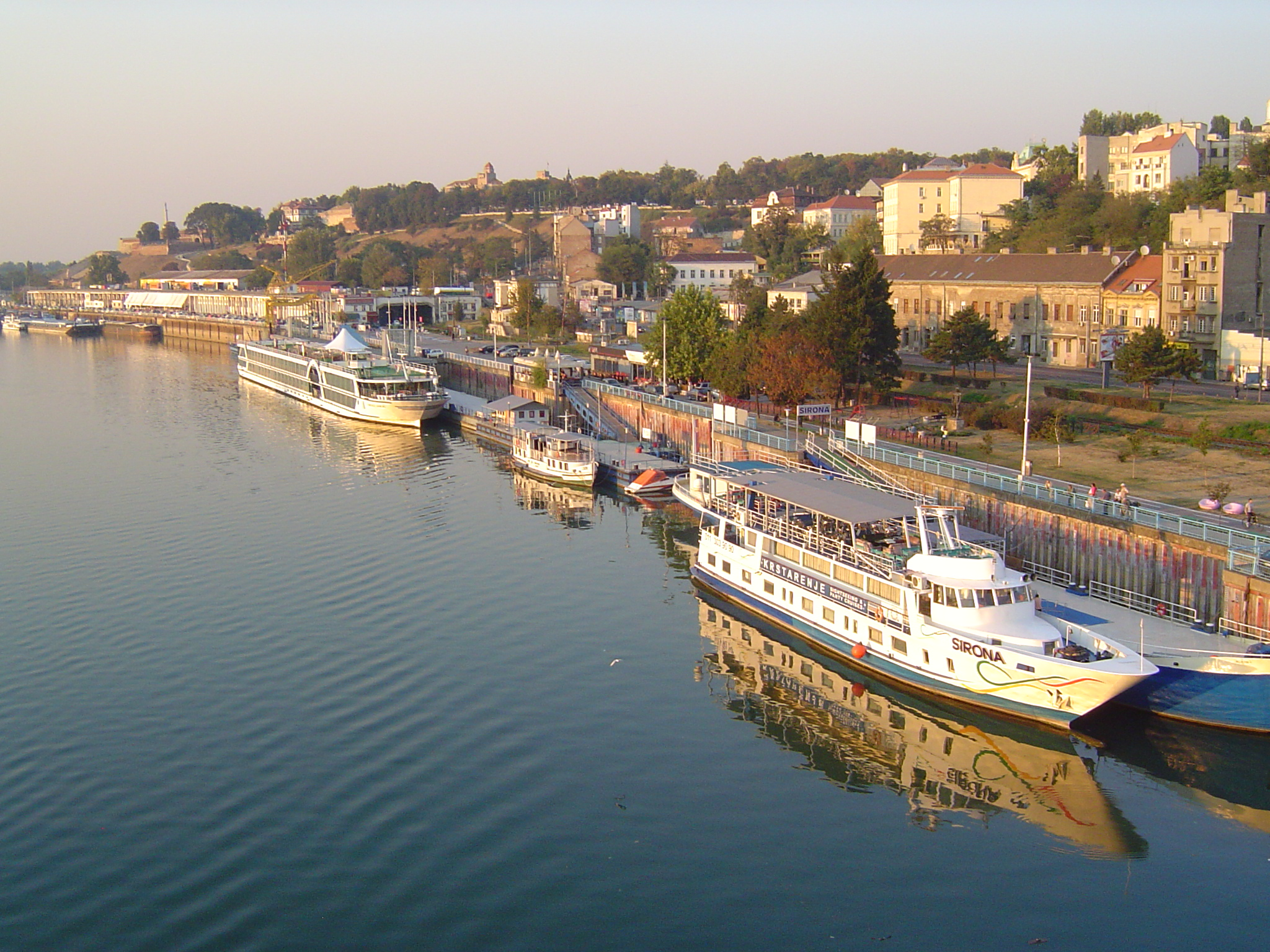
旅客埠頭

おもな施設は、ベオグラード市中心部スタリ・グラード区付近に設けられている。
貨物埠頭は、パンチェヴォ橋（en:Pančevo Bridge）付近に位置している。貨物上屋区域300,000 m²、露天の荷捌きスペース650,000 m²があり、年間3百万t・10,000TEUの取扱能力がある。
旅客埠頭は、サヴァ川寄りに設けられている。
1961年以来、現状の名称・位置で運営が行われてきたが、ベオグラード市の都市再開発に用地を提供するため、ドナウ川対岸に移転する計画がある。